# Daisy McCrackin
Daisy McCrackin (nascida em 12 de novembro de 1979) é uma cantora, compositora e atriz americana.

## Carreira
Ela teve um papel de convidada em Angel ganhando o reconhecimento merecido. Fez sua estréia no cinema em A Crack in the Floor co-estrelado por Mario Lopez. Em seguida, ela mudou-se para filmes maiores, tais como: 3000 Miles to Graceland com Kurt Russell, Kevin Costner e Courtney Cox, Halloween: Resurrection com Jamie Lee Curtis e  Hollywood Horror, um filme de terror estrelado por Tia Mowry e Tamera Mowry. Outros trabalhos incluem aparições em Cold Case, The Division e no polêmico filme Love and Suicide. Em seguida, ela escreveu a trilha sonora e atuou no filme Till Death Do Us Part. Aeronaut Records seguiu com sua libertação do EP "The Rodeo Grounds" em novembro de 2009. Ela apareceu na adaptação cinematográfica de 2011 Atlas Shrugged: Part I. Ela lançou um álbum em 2011 chamado "God Willing" e produziu seis vídeos de música disponíveis no Youtube.